# Lysathia ludoviciana
Lysathia ludoviciana är en skalbaggsart som först beskrevs av Henry Clinton Fall 1910.  Lysathia ludoviciana ingår i släktet Lysathia och familjen bladbaggar. Inga underarter finns listade i Catalogue of Life.